# Bandeira da Checoslováquia

Proporção: 2:3

A bandeira da Checoslováquia, Estado centro-europeu que existiu de 1918 a 1992, é um pavilhão tricolor, dividido horizontalmente em duas metades branca (acima) e vermelha (embaixo), apresentando uma cunha triangular azul, à esquerda, com uma das pontas voltadas para o centro da bandeira. Esta bandeira continua a ser usada por um dos Estados sucessores da Checoslováquia, a Chéquia.

Bandeira da Checoslováquia（1918-1919）
Bandeira da Checoslováquia（1919-1920）
Bandeira da Checoslováquia（1920-1992）